# 富川村
富川村（とみかわむら）は、かつて富山県婦負郡にあった村。

## 沿革
- 1889年（明治22年）4月1日 - 町村制の施行により、婦負郡富崎村、上吉川村、小川子村、下吉川村、下吉川新村、川原町村、吉川新村、小野島村、高田村の区域の一部及び下井沢村の区域の一部の区域をもって、婦負郡富川村が発足する。
- 1942年（昭和17年）6月20日 - 婦負郡千里村及び富川村が合併して、婦負郡神保村が発足する。

## 歴代村長
出典→
1. 高瀬円一郎（1899年5月15日 - 1892年6月10日）
2. 加藤治作（1892年6月15日 - 1896年2月10日）
3. 高橋源吾（1896年2月16日 - 1903年3月3日）
4. 数川貞順（1903年3月4日 - 1906年12月18日）
5. 高瀬正信（1907年1月25日 - 1908年3月17日）
6. 高橋宗信（1908年3月28日 - 1912年3月27日）
7. 吉田亀次郎（1912年3月28日 - 1916年3月27日）
8. 河村嘉市（1916年3月28日 - 1916年4月4日）
9. 松浦藤次郎（1916年5月1日 - 1924年4月30日）
10. 高橋利成（1924年5月8日 - 1927年6月8日）
11. 稲野与四郎（1927年7月1日 - 1931年6月30日）
12. 二俣重次郎（1931年7月1日 - 1938年7月30日）
13. 野原鶴次郎（1938年7月31日 - 1938年7月31日）
14. 河村嘉市（1939年8月7日 - 1941年5月23日）
15. 楠教恵（1941年6月14日 - 1942年6月19日）